# Arndís Halla
Arndís Halla Ásgeirsdóttir (* 9. Dezember 1969) ist eine isländische Opernsängerin (Sopran).

## Leben
Arndis Halla wuchs in der Nähe von Reykjavík auf und wirkte bereits als Jugendliche in Aufführungen des Isländischen Nationaltheaters mit. 1994 ging sie nach Berlin, um an der Hochschule der Künste in Berlin ein klassisches Gesangsstudium zu absolvieren. Danach wurde sie als Solistin auf den unterschiedlichsten Opernbühnen, unter anderen in der Komischen Oper Berlin, der Staatsoper Prag und der Beseto-Oper in Südkorea engagiert.
In der Rolle als Königin der Nacht in Mozarts Zauberflöte machte sie sich international einen Namen. Im Jahr 2007 eröffnete Arndis Halla die Filmfestspiele in Venedig. An der isländischen Oper sang sie in Ariadne auf Naxos die Rolle der Zerbinetta und wurde hierfür als beste Sängerin des Landes nominiert. Danach gastierte sie mit der Titelrolle in Evita. Ab 2004 trat sie als Hauptsängerin der größten Familiy-Entertainment Show Europas Apassionata auf, bis 2012 sang sie hier live vor über fünf Millionen Zuschauern.
Arndis Halla lebt seit 2012 wieder in Island, wo sie u. a. als Sängerin und Songwriterin arbeitet.
2014 engagierte sie der SWR für die 45-minütige Dokumentation Island – Feuer im Herzen. Außerdem arrangierte sie Songs für die Mittelalterband Corvus Corax und verlieh diesen Songs ihre Stimme. Im Dezember 2014 veröffentlichte sie ihr viertes Album Ístónar, zuvor sind ihre Alben Keep on Walking, Óður und Eda erschienen.

## Diskografie
- Óður (2007)
- Edda (2008)
- Keep on Walking (2012)
- Ístónar (2014)

Am 5. Februar 2016 veröffentlichte Arndís Halla mit mehreren isländischen Künstlern unter dem Namen Íslanda das Studioalbum Álfadans (zu Deutsch: Elfentanz).